# Dadosanen
Die Dadosanen oder Dedosizen (lateinisch Dadosesani, auch Diadesisi, polnisch Dziadoszyce, auch Dziadoszanie) waren ein westslawischer Stamm am mittleren Bober (eventuell bis zur unteren Oder mit der Burg Glogau) im westlichen Niederschlesien im Südwesten Polens.

## Lage
Wo die Dadosanen genau lebten, ist nicht ganz klar. Als einziger Ort wird die Burg Ilva erwähnt, die heute allgemein mit dem Burgwall Chrobry im Ortsteil Iława der Stadt Szprotawa (Sprottau) am Zufluss der Sprotte in den Bober gleichgesetzt wird. (Allerdings ist auch der Ort Iłowa ein theoretisch möglicher alternativer Standort.)
Eine Lage entlang des Bober von der Burg Ilva aus scheint aber nicht möglich zu sein, da für das Jahr 1086 ein direkt benachbarter Stamm der Pobrane genannt wird, der allgemein als Boboranen interpretiert wird.
Daher nimmt man in der polnischen Forschung heute an, dass sich das Gebiet östlich des Bober bis hin zur Burg Glogau an der oberen Oder erstreckte. Einen Beleg dafür gibt es nicht.

## Geschichte
Die Dadosanen tauchen als Stamm schon verhältnismäßig früh in einer schriftlichen Quelle auf. In der Beschreibung des Bayerischen Geographen aus der Mitte bzw. dem Ende des 9. Jahrhunderts werden sie als Dadodesani bezeichnet.
Thietmar von Merseburg beschreibt für das Jahr 1000 eine Begegnung des polnischen Herzogs Bolesław Chrobry mit dem deutschen Kaiser Otto III. auf dessen Reise zur Heiligsprechung des Adalberts von Prag in der Burg Ilva an der Grenze des Gebietes der Diadesisi.
Für das Jahr 1015 berichtet er von einer Schlacht zwischen deutschen und polnischen Truppen im Gebiet der Diadesisi.
Für das Jahr 1086 werden schließlich die Dedosize ein letztes Mal in einer Grenzbeschreibung des Bistums Prag in der Chronica Boemorum des Cosmas von Prag erwähnt.
Danach erscheinen sie nicht mehr in schriftlichen Quellen.